# 普里戈罗德内农村居民点 (沃罗涅日州)
普里戈罗德内农村居民点（俄语：Пригородное сельское поселение）是俄罗斯联邦沃罗涅日州卡拉切耶夫斯基区所属的一个农村居民点。其下辖有2个居民点，行政中心为普里戈罗德内。据2016年统计，该农村居民点的人口为4590人。